# Посольство США в Німеччині
Посольство Сполучених Штатів Америки в Берліні (нім. Botschaft der Vereinigten Staaten in Berlin) — дипломатичне представництво Сполучених Штатів Америки у Федеративній Республіці Німеччина. Відносини між країнами почалися у 1797 році з призначенням Джона Квінсі Адамса в Берлін, столицю Пруссії . Постійної будівлі для посольства не було до 1930 року, коли було придбано палац Блюхер. Під час участі Сполучених Штатів у Другій світовій війні посольство припинило свою діяльність.
Під час холодної війни Сполучені Штати мали два посольства: одне в Бонні, столиці Західної Німеччини, і одне в Східному Берліні, столиці Східної Німеччини . У 1999 році посольство було повністю перенесено до Берліна, і станом на вересень 2021 року воно розташоване на Паризер Плац .

## Історія посольства

### 1797–1930 рр

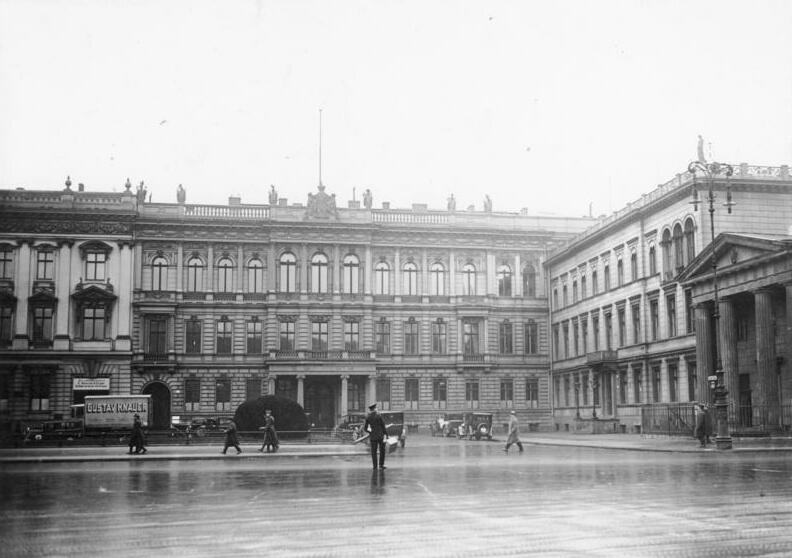
Палац Блюхер, будівля посольства на Паризер Плац у 1932 році

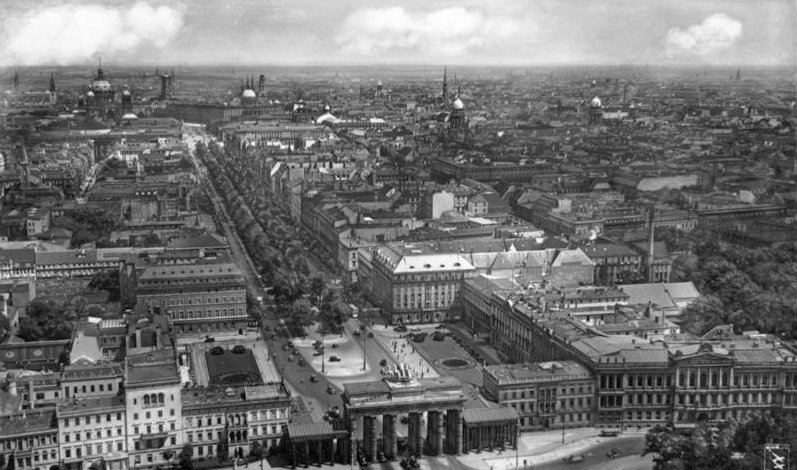
Майбутня будівля американської канцелярії справа, на Паризер Плац

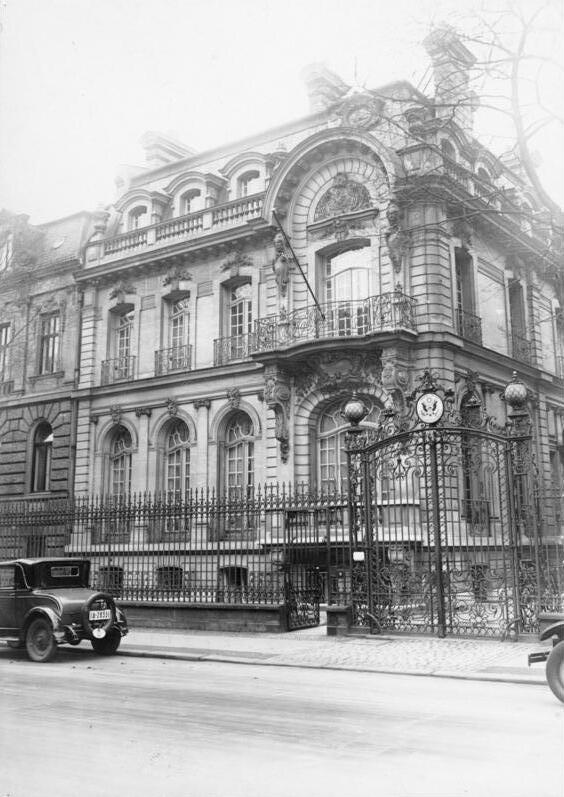
Будівля посольства на, 1928

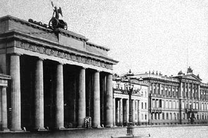
Бранденбурзькі ворота (ліворуч) біля палацу Блюхер (крайній праворуч)

Посольство США в Берліні, ймовірно, бере свій початок з призначення Джона Квінсі Адамса в 1797 році до тодішньої столиці Пруссії, Берліна. В той час ці місії в Берліні, Пруссія, називалися «легаціями», а також існували інші американські місії в інших частинах того, що згодом стане об'єднаною німецькою державою. У ці перші роки дипломатичних відносин між Німеччиною та США були перерви, коли не було офіційної дипломатичної присутності США в Берліні. Наприкінці 19 століття термін «посольство» почав використовуватися для опису американської місії в новій об'єднаній Німецькій імперії. Під час Першої світової війни відносини між США та Німеччиною були розірвані. У цей період посольство або представництво США в Берліні часто змінювало своє місце розташування разом зі зміною посла, і хоча вони змінювались, резиденції залишалися аналогічними. Останнє тимчасове місце розташування посольства знаходилося на de[en] 39 (тепер Stauffenbergstraße), неподалік від Тіргартену.

### 1930–1941 роки
У 1930 році палац Блюхер, розташований на Паризер Плац, був придбаний як новий і постійний будинок для посольства США в Берліні. 15 квітня 1931 року в палаці Блюхер сталася пожежа, перш ніж його вдалося повністю використати та переобладнати під посольство. Нестача грошей в Америці через Велику депресію, а також зіпсовані відносини з нацистським режимом (після 1933 року) ще більше затримали реконструкцію пошкодженої будівлі. Насправді посол Додд звернувся до Державного департаменту з проханням не перебудовувати чи реконструювати це місце через використання Паризької площі як нацистської вітрини для мітингів і маршів. Тим часом посольство працювало в районі Тіргартен на Штауффенбергштрассе (тоді відомому як Бендлерштрассе). У 1938 році президент Франклін Д. Рузвельт відкликав до США посла Г’ю Вілсона (заміна Додда) на знак протесту проти Кришталевої ночі (розгулу, організованого нацистами проти євреїв у Німеччині). У 1939 році співробітники американського посольства переїхали в канцелярію на Паризькій площі, тепер відремонтовану та придатну для використання, але зробили це дещо під примусом, оскільки нацистський голова будівництва Альберт Шпеєр наказав звільнити посольства в районі Тіргартен у рамках підготовки до грандіозного нацистського плану міста під назвою Німеччина .
З 1939 по 1941 рік не було жодного посла, призначеного до Берліна; посольство очолив тимчасовий повірений у справах . З початком Другої світової війни, а США все ще не воювали, співробітники посольства розмістили великі літери з написом «США» на даху будівлі, сподіваючись, що це допоможе запобігти британським бомбардуванням. Тим не менш, британське бомбардування Берліна призвело до пошкодження канцелярії посольства США та її тимчасового закриття – принаймні так вважалося. Через чотири дні після нападу на Перл-Харбор США і Німеччина були у стані війни; посольство взагалі припинило роботу, а його персонал був інтернований на п’ять з половиною місяців у готелі Jeschke's Grand Hotel, курорті в курортному місті Бад-Наугайм . Тимчасовий повірений у справах США Леланд Б. Морріс і американський дипломат Джордж Ф. Кеннан були частиною цієї інтернованої групи.  Швейцарія, як нейтральна держава, зайняла будівлю посольства на Паризер Плац до кінця війни.
Консул США Вільям Рассел написав книгу про свій досвід на ранніх етапах Другої світової війни в книзі «Посольство в Берліні» .

### Місія Берлін (1945–1990)

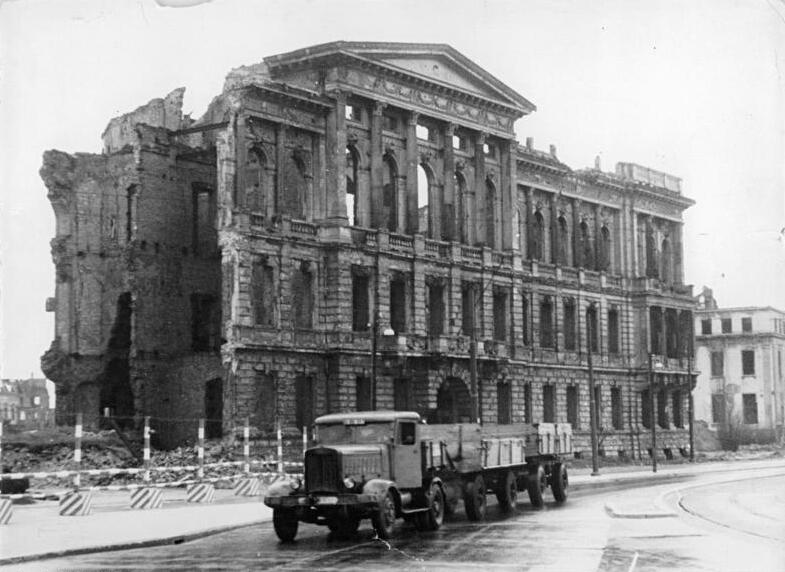
Руїни посольства 1957 року, незадовго до знесення

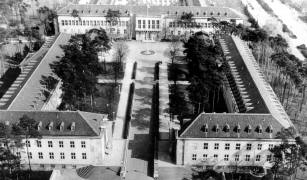
Будівля посольства США на Клей-алеї, L-подібна будівля ліворуч, видно тут, коли вона була частиною всього комплексу Берлінської бригади наприкінці 1940-х років

Наприкінці війни посольство США, яке тепер було ще серйозніше пошкоджено місяцями бомбардувань союзників, ледь перебувало в Східному Берліні (радянський сектор), перетинаючи демаркаційну лінію між радянським і британським секторами. Пізніше уряд Східної Німеччини знесе руїни будівлі посольства у квітні 1957 року. У 1949 році Бонн став столицею Західної Німеччини, і тут було відкрито посольство США. Одночасно було створено підтримувану Радянським Союзом державу Східна Німеччина (НДР), і, незважаючи на заперечення союзників, Східний Берлін став її столицею. Протягом багатьох років Сполучені Штати не визнавали Східний Берлін столицею НДР, стверджуючи, що возз'єднаний Берлін повинен бути лише столицею возз'єднаної Німеччини, тому посольство в тимчасовій столиці Західної Німеччини в маленькому студентському містечку Бонні .
Однак, замість посольства, Державний департамент США мав присутність у Західному Берліні під назвою US Mission Berlin (також іноді згадується абревіатурою USBER). Місія Берлін була розташована на Clayallee в елітній приміській частині Західного Берліна під назвою Целендорф . Берлін був окупованим містом (цей титул зберігався до 1994 року, коли іноземні війська офіційно покинули Берлін), статус якого дуже відрізнявся від статусу будь-якої іншої частини Східної чи Західної Німеччини. За цих умов Місія США в Берліні в багатьох питаннях перебувала під владою командуючого американським генералом у Західному Берліні, а не під владою Посольства США в Бонні, таким чином працюючи в історично унікальному становищі. Відповідальний генерал іноді давав вказівки та накази персоналу Державного департаменту США, коли виникала потреба. Можливо, найкращим прикладом цього є Едвін Аллан Лайтнер, голова Місії США (бл. 1959–1963), який був причетний до інциденту на Чекпойнті Чарлі 1961 року, який призвів до протистояння американських і радянських військових. Тим не менш, Місія також мала значний вплив сама по собі: якщо місто Берлін хотіло висунути когось на вищі чини міського поліцейського управління, Місія США мала б схвалити цю кандидатуру, щоб це було продовжено — приклад: повноваження окупаційної влади покладені на місію США.
Місія США в Берліні розміщувалась у будівлі, яка була частиною ряду споруд, що утворювали колишній штаб Люфтваффе для захисту Берліна в роки нацизму. Цей комплекс став штабом Берлінської бригади, що входила до командування армії США в Берліні під час холодної війни . На торцях деяких із цих будівель були нацистські орнаменти. Суто нацистські символи були видалені, але великих цементних орлів все ще можна побачити на кутах деяких будівель (включно з тим, який буде використовуватися місією США в Берліні), за винятком свастики, яка раніше була під їхніми ногами.
Комплекс мав численні будівлі, деякі з яких були досить великими. Одна з них мала частину крила, яка виконувала консульські функції Державного департаменту США. Унікальний для Берліна на той час військова поліція армії США охороняла цей об’єкт Державного департаменту США замість звичайного контингенту морської охорони в усіх інших посольствах США. Присутність американських морських піхотинців у місії можна було розглядати як рух до створення повноцінного посольства, чого США намагалися уникати.

### Посольство в Східному Берліні (1974–1990)

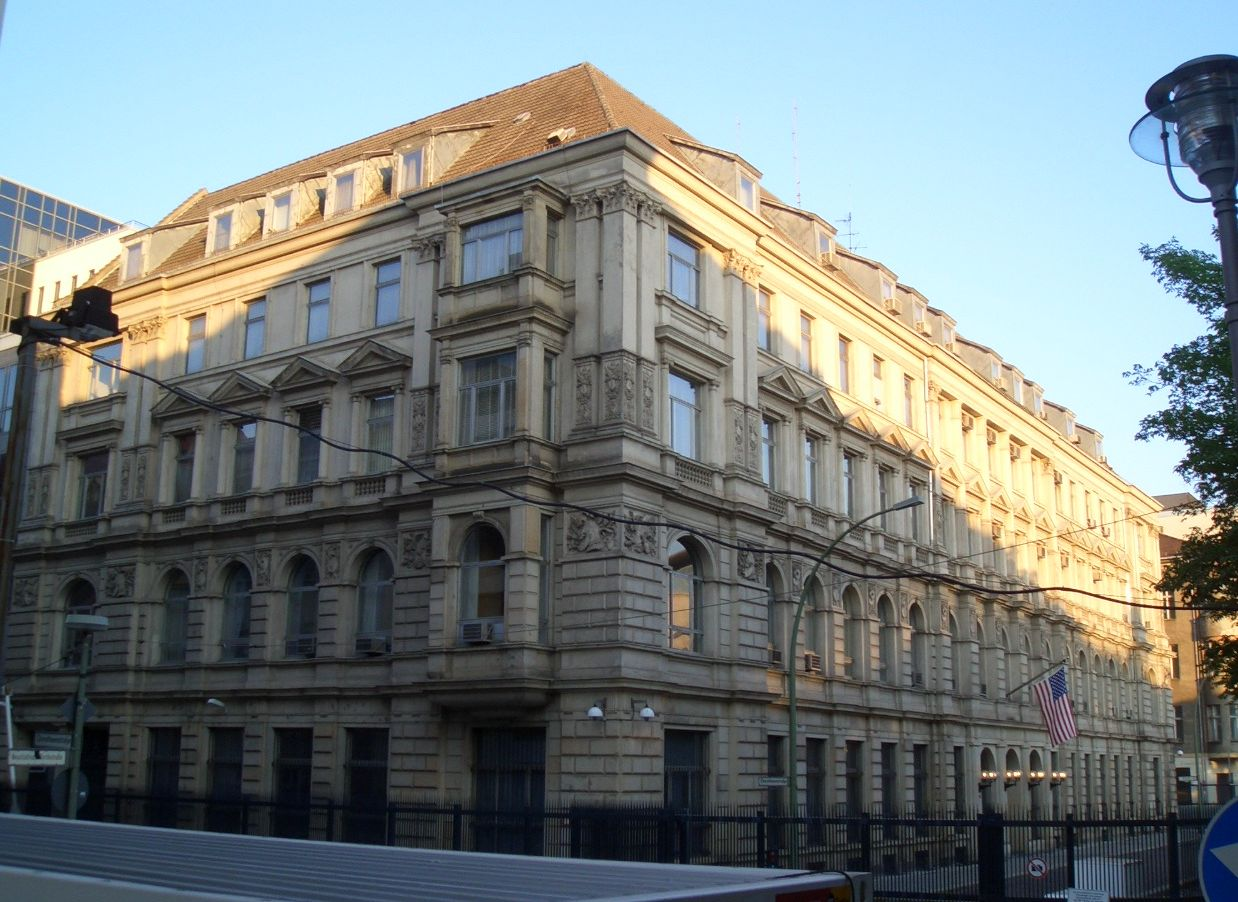
Колишнє канцелярство США в районі Мітте на Нойштедтіше Кірхштрассе

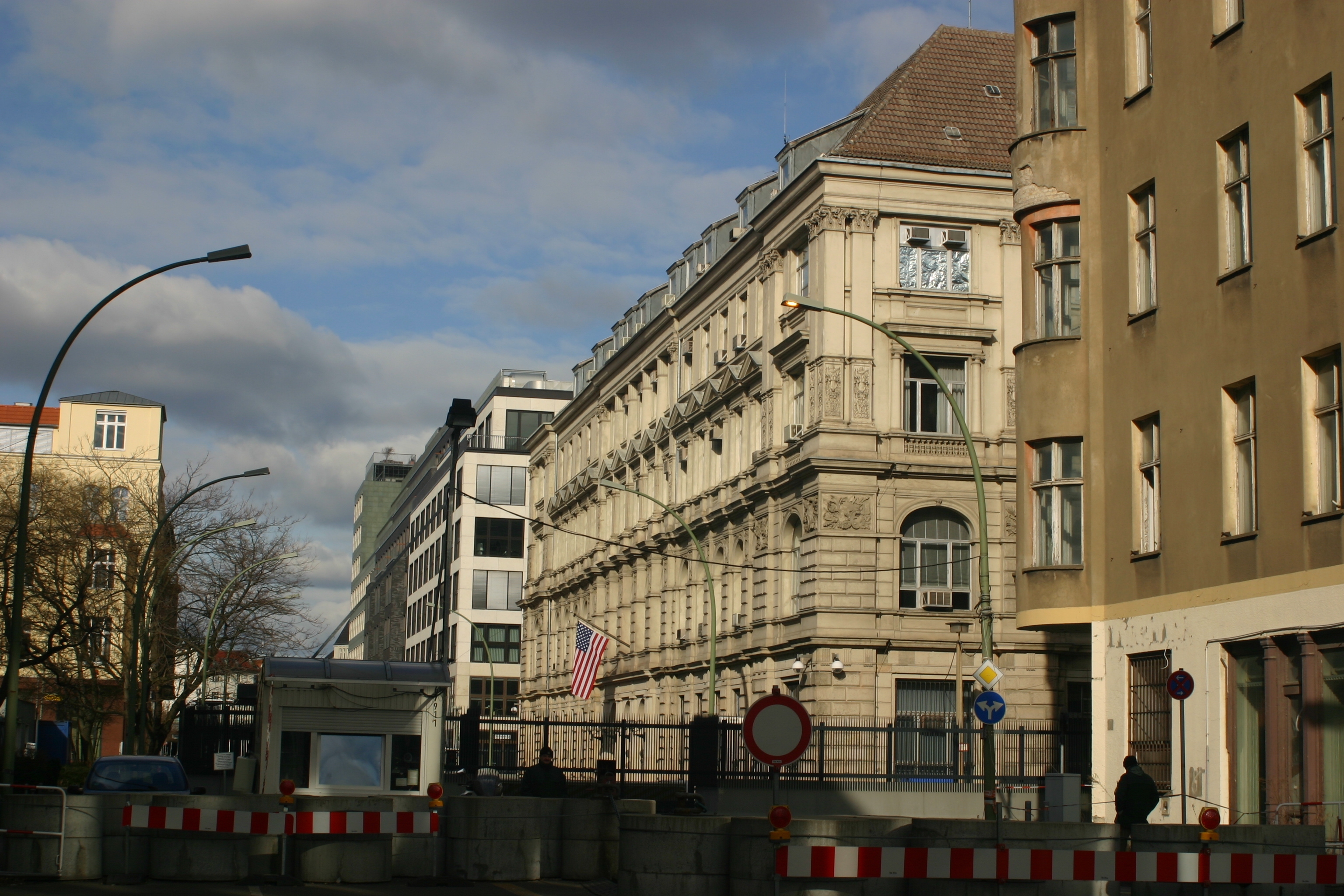
Колишня канцелярія США на Нойштедтіше Кірхштрассе (вид з півдня)

Протягом усього періоду, коли Берлін знаходився під контролем чотирьох держав, США наполягали на тому, що Берлін, незалежно від того, чи є він Східним, чи Західним, не повинен вважатися столицею, поки місто не буде об'єднане. Ця політика ускладнила відносини зі Східною Німеччиною, особливо після зведення Берлінської стіни в 1961 році. Стіна перетворила колишнє місце розташування посольства США, яке продовжувало належати уряду США, на недоступну територію, що стала частиною зони безпеки, яка розділяла східних і західних берлінців. Ділянка стала доступною лише після падіння Берлінської стіни в листопаді 1989 року, проте вона залишалася порожньою до початку будівництва нового посольства США у 2004 році.
На початку 1970-х років США, як і більшість інших західних держав, вирішили надати дипломатичне визнання Східній Німеччині. Проте це визнання не поширювалося на визнавання Східного Берліна як частини НДР або її столиці. У договорах про заснування посольства США в Східному Берліні зазначалося лише «місце розташування уряду» Східної Німеччини. З 1977 року посольство знаходилося за адресою Neustädtische Kirchstrasse 4-5, в кількох кварталах від колишнього палацу Блюхер в районі Мітте. Будівля була побудована наприкінці 19 століття як клуб для прусських офіцерів, а після Першої світової війни стала домом для ремісничої гільдії. Цю п’ятиповерхову будівлю з двосхилим склепінням східні німці здали в оренду США. Хоча інтер'єр будівлі більше не зберіг оригінальних елементів, екстер'єр зберіг більшість оригінальних кам'яних фасадних елементів.

### 1990–дотепер
Після падіння Берлінської стіни та об'єднання Берліна в 1989–1990 роках Державний департамент США опинився з двома основними офісами в одному місті: канцелярією в колишньому Східному Берліні, в районі Мітте (представництво США в Східній Німеччині), і будівлею Клея в районі Целендорф (Місія США в Берліні, колишній Західний Берлін). У відповідності до нових реалій об'єднаного Берліна, який став частиною Федеративної Республіки Німеччина, Державний департамент оголосив, що з 3 жовтня 1990 року статус Посольства Сполучених Штатів у Східній Німеччині та Представництва Сполучених Штатів у Берліні буде змінено. Обидві місії були «закриті» і замінені єдиним представництвом під назвою United States Embassy Office Berlin. Згодом було оголошено, що ця нова організація функціонуватиме як невід'ємна частина Посольства США у Федеративній Республіці Німеччина, яке знаходилось у Бонні. З 1990 по 1998 рік Посольство Берліна діяло як доповнення до посольства в Бонні.
У оголошенні 1990 року також вказувалося, що «під час перехідного етапу деякі функції, включаючи консульські послуги для Берліна та території колишньої НДР, також виконуватимуться на місці нинішнього представництва Сполучених Штатів у Клайаллі». Ця «перехідна фаза» перетвориться на, здавалося б, постійну присутність у складі Клея для виконання деяких функцій посольства.
Ще кілька років (1990–1994) війська союзників і радянських/російських військ залишалися в Берліні. У 1994 році американські, британські, французькі та російські війська вивели решту своїх військ, залишивши Берлін більше не окупованим містом. У вересні 1998 року посольство в Бонні розпочало річну міграцію до Берліна, і на той рік було, як описало посольство США, «одне посольство, два місця». У цей період виникли суперечки, оскільки не весь місцевий персонал посольства в Бонні був потрібний у Берліні. Деякі працівники звільнилися, деяких перевели на інші підприємства США в Німеччині (окрім Берліна чи Бонна), а деяких перевели до Берліна.
Починаючи з 1999 року посольство США в Німеччині знаходилося тільки в Берліні. У 1941 році Берлін останній раз приймав американське посольство. До 2008 року посольство продовжувало працювати в Канцелярії (будівля Neustädtische Kirchstrasse 4-5 у районі Мітте в Берліні) і в прибудові (будівля Clayallee). Офіційне відкриття нового корпусу відбулося 4 липня 2008 року.
Консульські функції, як і в часи окупації, продовжують виконуватись у будівлі на Clayallee. Багато берлінців досі зазвичай називають цю будівлю «консульством», хоча насправді це прибудова до посольства. Після того, як американська армія залишила Берлін у 1994 році, будівля повністю перейшла під управління Державного департаменту США. Інші споруди, які раніше були частиною штабу Клея (Армія США), в основному були передані німецькому уряду. Будівля Clay розташована в південній частині Берліна, приблизно за 6 кілометрів (3,7 милі) від головної канцелярії.
З 2001 року вулиці навколо будівлі Neustädtische Kirchstrasse були закриті та сильно укріплені бар'єрами та огорожами. Ці заходи безпеки були скасовані, щойно посольство повністю переїхало до будівлі Pariser Platz у травні 2008 року.

#### Не-німецькі працівники
Практично весь місцевий персонал посольства США в Східній Німеччині (1977–1990) складався не з німців, а з громадян інших країн — так званих громадян третіх країн. Це було зумовлено тим, що вважалося, що надзвичайно ворожий розвідувальний контекст не дозволяє покладатися на місцевих працівників (тобто східних німців) у Східному Берліні. Більшість іноземних працівників, які працювали в Східному Берліні, були вихідцями з Великої Британії та інших західноєвропейських країн, і їм часто доводилося щодня добиратися на роботу з Західного Берліна. Не було також рідкістю бачити представників схожих національностей, які працювали в Місії США в Західному Берліні, хоча вони, ймовірно, становили меншість серед більшості місцевих працівників, які були німцями. Залишалася значна частка не-німецького персоналу в посольстві США в Берліні, навіть якщо це були лише окремі одиниці серед загальної кількості співробітників.

## Сайт Pariser Platz

Канцелярія США, ліворуч, будується на Парізер Плац

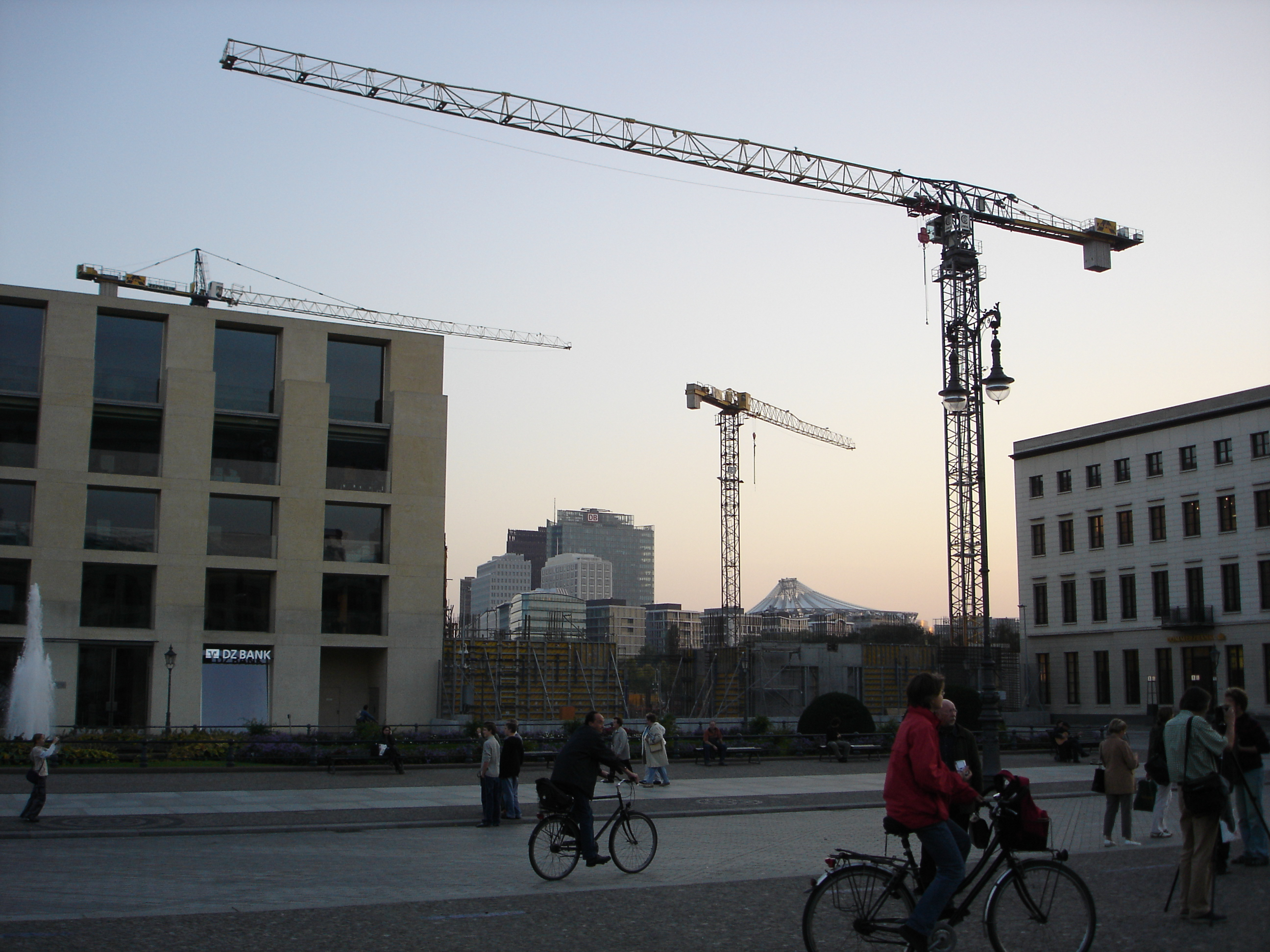
Будмайданчик (жовтень 2005)

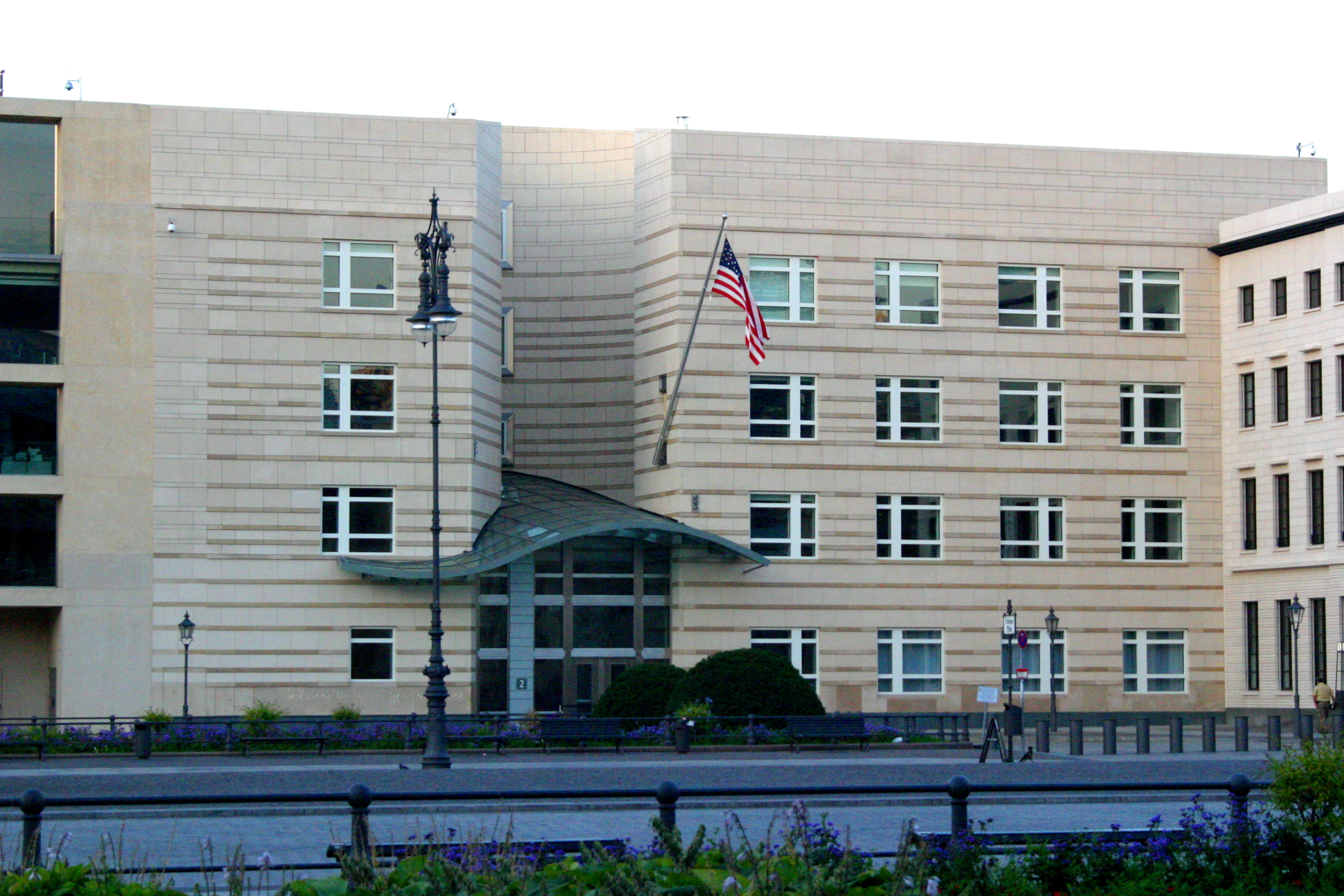
Нове посольство було відкрито 4 липня 2008 року

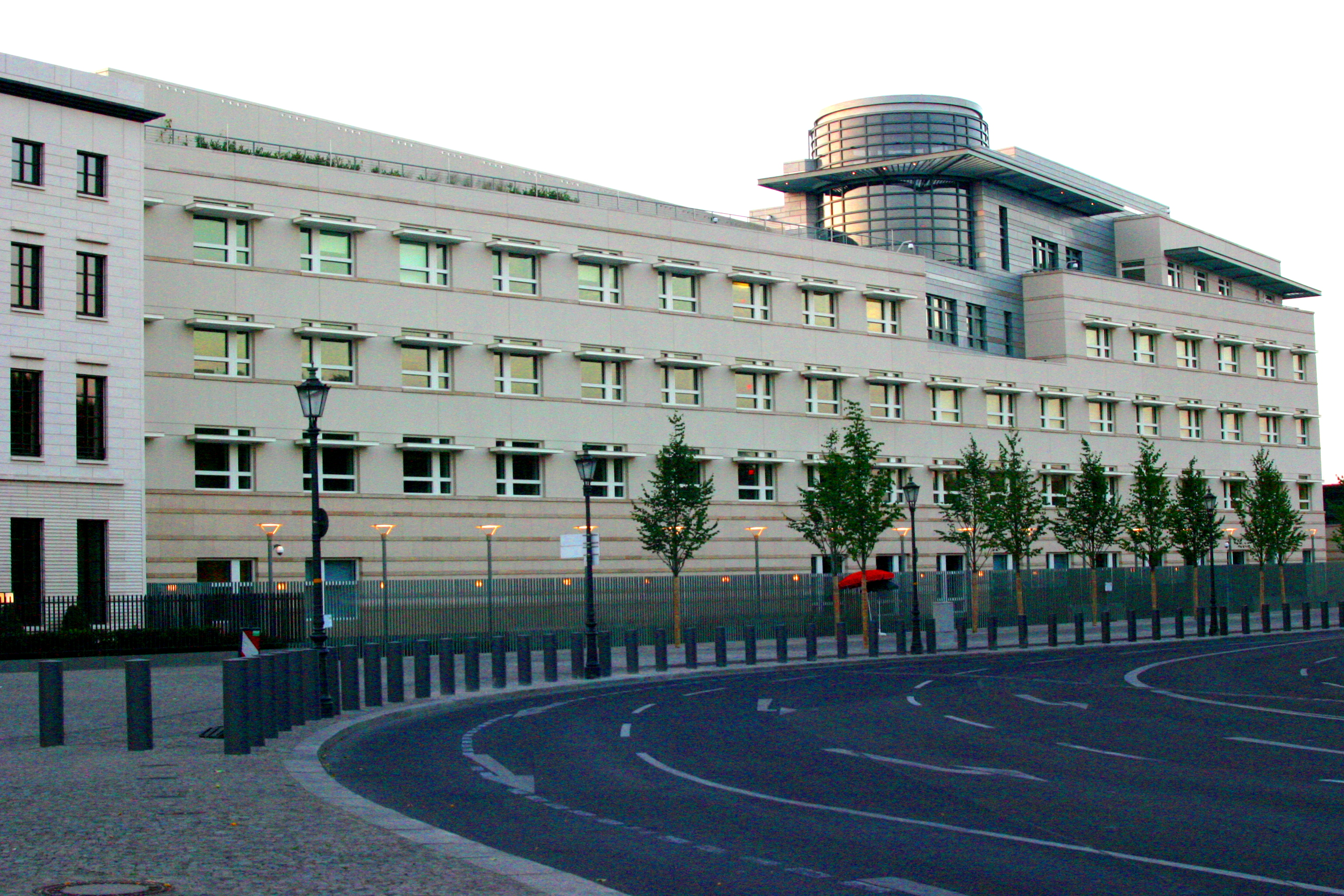
Західна сторона новобудови

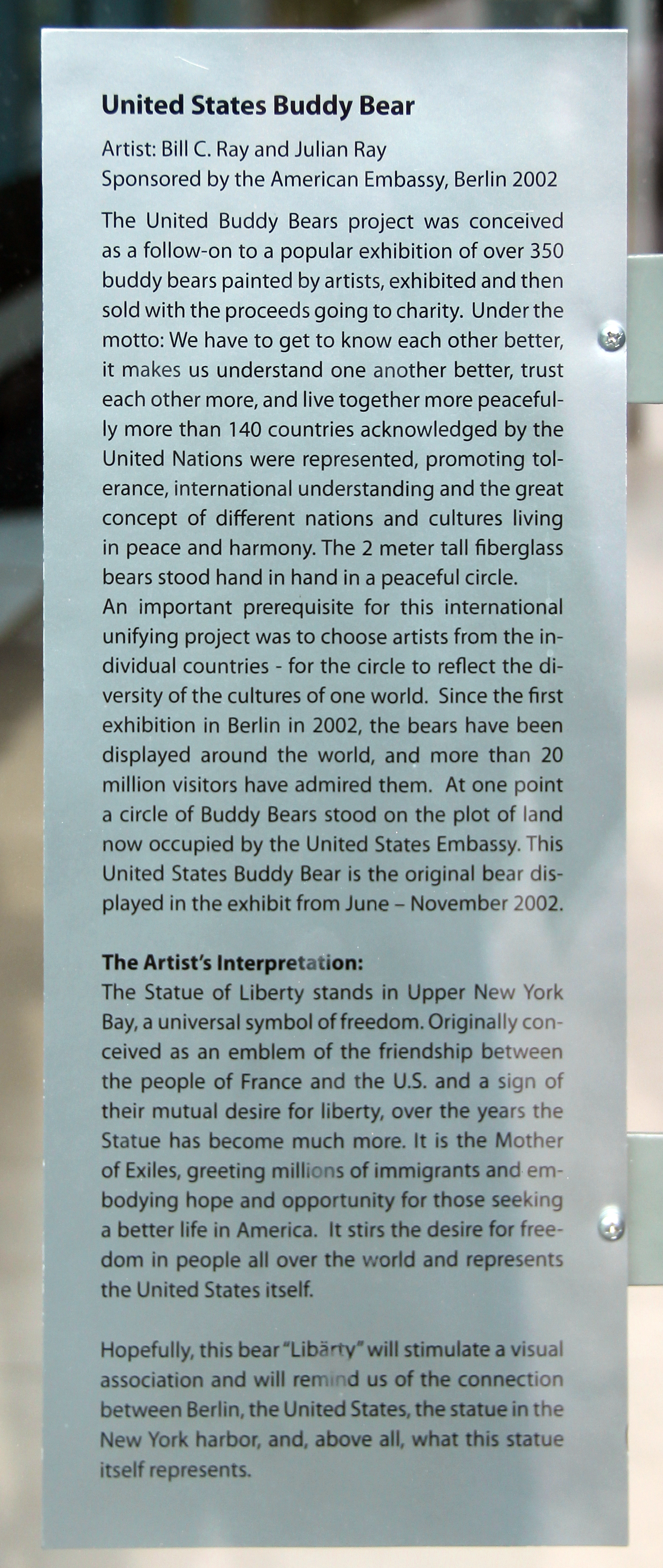
Меморіальна дошка щодо виставок United Buddy Bears у 2002 та 2003 роках, тоді ще нерозбудована на території посольства США

Нова будівля посольства вартістю 180 мільйонів євро, розроблена в 1996 році Муром Рублом Юделлом, має головний вхід, що виходить на північ, у бік Паризер Плац. Його східна сторона примикає до існуючої будівлі банку, а західна сторона землі виходить на Ебертштрассе. Південна сторона також виходить на вулицю, до німецького меморіалу Голокосту . Паризька площа має Бранденбурзькі ворота біля західного входу. Невелика будівля Haus Sommer, де також розміщено банк, знаходиться між північно-західним кутом нового посольства США та Бранденбурзькими воротами. Поруч із Паризькою площею та новим посольством розташована будівля Рейхстагу, де розташовується німецький Бундестаг . На Паризькій площі або в тих самих кварталах міста, що оточують Паризьку площу, розташовані французьке та британське посольства, а також готель Adlon . За винятком Бранденбурзьких воріт, які були сильно пошкоджені під час Другої світової війни, усі інші колишні споруди, що оточували Паризер Плац, були зруйновані під час війни або були знесені урядом Східної Німеччини приблизно до 1960 року. З 1960 року до возз’єднання Німеччини в 1990 році Паризер Плац займав лише відкриті поля по обидва боки головного бульвару Унтер ден Лінден . У 1992 році уряди вирішили, що на цьому місці буде побудована нова будівля американського посольства, а в 1993 році меморіал, який оголосив про ці плани, був розміщений просто неба.
Будівництво всіх нових будівель на Паризер Плац було розпочато в середині 1990-х років, і до кінця 1990-х це будівництво було завершено, за одним винятком: запропонована будівля для американського посольства. Сполучені Штати були останньою великою державою-союзницею, яка здійснила свої плани щодо будівництва посольства в Берліні. Франція переїхала у своє нове посольство у 2000 році, а Велика Британія – у 2002 році. Обидва вони знаходяться в районі Паризької площі.
Проект нового посольства, розроблений американською архітектурною фірмою Moore Ruble Yudell Architects & Planners, був завершений у 1996 році. З того часу і до початку будівництва в 2004 році частини конструкції будівлі багато разів змінювалися, в основному через міркування безпеки та інколи суперечливі бажання уряду Берліна зберегти вільний доступ громадськості навколо всіх будівель на території Паризької площі. Затримки у фінансуванні Конгресом США ще більше затримали будівництво, і проект на деякий час загальмувався. Тим не менш, відступи від урядових стандартів безпеки США існували практично з самого початку. Після вибухів у посольствах Сполучених Штатів у 1998 році та подальшого зосередження уваги на безпеці посольств, відмова від стандартів безпеки була скасована Службою дипломатичної безпеки, підрозділом правоохоронних органів і безпеки Державного департаменту США. Переговори на високому рівні між урядами США та Німеччини щодо питань безпеки на майданчику Pariser Platz тривали майже п’ять років, перш ніж було досягнуто угоди та було видано нову відмову від безпеки, цього разу держсекретарем США Коліном Пауелом . Відмова від заходів безпеки діяла після терактів 11 вересня 2001 року .
Основними проблемними моментами для американської сторони була відстань між громадською вулицею та фасадом посольства, причому найбільшим фактором, який брали до уваги, були побоювання щодо закладеної в автомобіль бомби . Запропоноване перепланування вулиці на західній стороні передбачуваної канцелярії було сприйнято з тривогою захисниками історії, які стверджували, що перепланування вулиці змінить вигляд Бранденбурзьких воріт. Крім того, на південній стороні запропонованої канцелярії знаходиться німецький національний меморіал Голокосту, Меморіал убитим євреям Європи . Цей меморіал сам загруз у глибоких суперечках під час його планування та будівництва. Були побоювання, що перенесення вулиці на південь від запропонованої канцелярії може зачепити меморіал Голокосту.
Невеликі зміни вищезазначених вулиць, які межують із територією посольства, були погоджені Державним департаментом США. Також було узгоджено проти-таранні стовпи, які архітектурно відповідають Паризькій площі.
6 жовтня 2004 року розпочато будівництво. Завершення основних структурних частин будівлі 10 жовтня 2006 року стало приводом для німецького будівельного ритуалу під назвою Richtfest (тобто церемонія закриття). 
Нова будівля посольства недостатньо велика, щоб вмістити велику кількість персоналу американського посольства. Будівля Clay Allee продовжує використовуватися. Паркування біля нового посольства обмежене.
Німецькі ЗМІ різко критикували естетику нової будівлі американського посольства, часто називаючи його банальним і потворним, особливо в порівнянні з посольствами багатьох інших країн у Берліні . Наприклад, німецька щоденна газета Die Welt опублікувала заголовок «Потворне, але безпечне – нове посольство США» 

## Місія Німеччина
Американське посольство в Берліні контролює всі американські дипломатичні функції в Німеччині, включаючи американські консульства в Дюссельдорфі, Франкфурті, Гамбурзі, Лейпцигу та Мюнхені . Є також кілька додаткових офісів, розташованих у Бонні, колишній федеральній столиці, але там більше немає консульства.
Державний департамент США називає групу пов'язаних офісів "Місією Німеччини". У 2019 році їх річний бюджет склав 153 мільйони доларів.  Кожне консульство працює у визначеному консульському регіоні, що складається з однієї-п’яти земель Німеччини, а американське консульство у Франкфурті має додаткові регіональні обов’язки в Європі та інших прилеглих регіонах. Американські генеральні консульства мають такі сфери відповідальності:
- Генеральне консульство США в Дюссельдорфі охоплює найбільш густонаселену землю: Північний Рейн-Вестфалія
- Генеральне консульство Сполучених Штатів у Франкфурті охоплює землі Гессен, Рейнланд-Пфальц, Баден-Вюртемберг і Саар.
- Генеральне консульство США в Гамбурзі охоплює Бремен, Гамбург, Нижню Саксонію, Мекленбург-Передню Померанію та Шлезвіг-Гольштейн.
- Генеральне консульство США в Лейпцигу охоплює Саксонію, Тюрінгію та Саксонію-Ангальт.
- Генеральне консульство США в Мюнхені охоплює найбільшу федеральну землю Баварія

Генеральне консульство США у Франкфурті є найбільшим американським генеральним консульством у світі. Тут розташовані закордонні представництва Державного департаменту США та численні федеральні агентства, співробітники яких приїжджають із Франкфурта для виконання своїх регіональних обов’язків.

## Америка Хаус Берлін

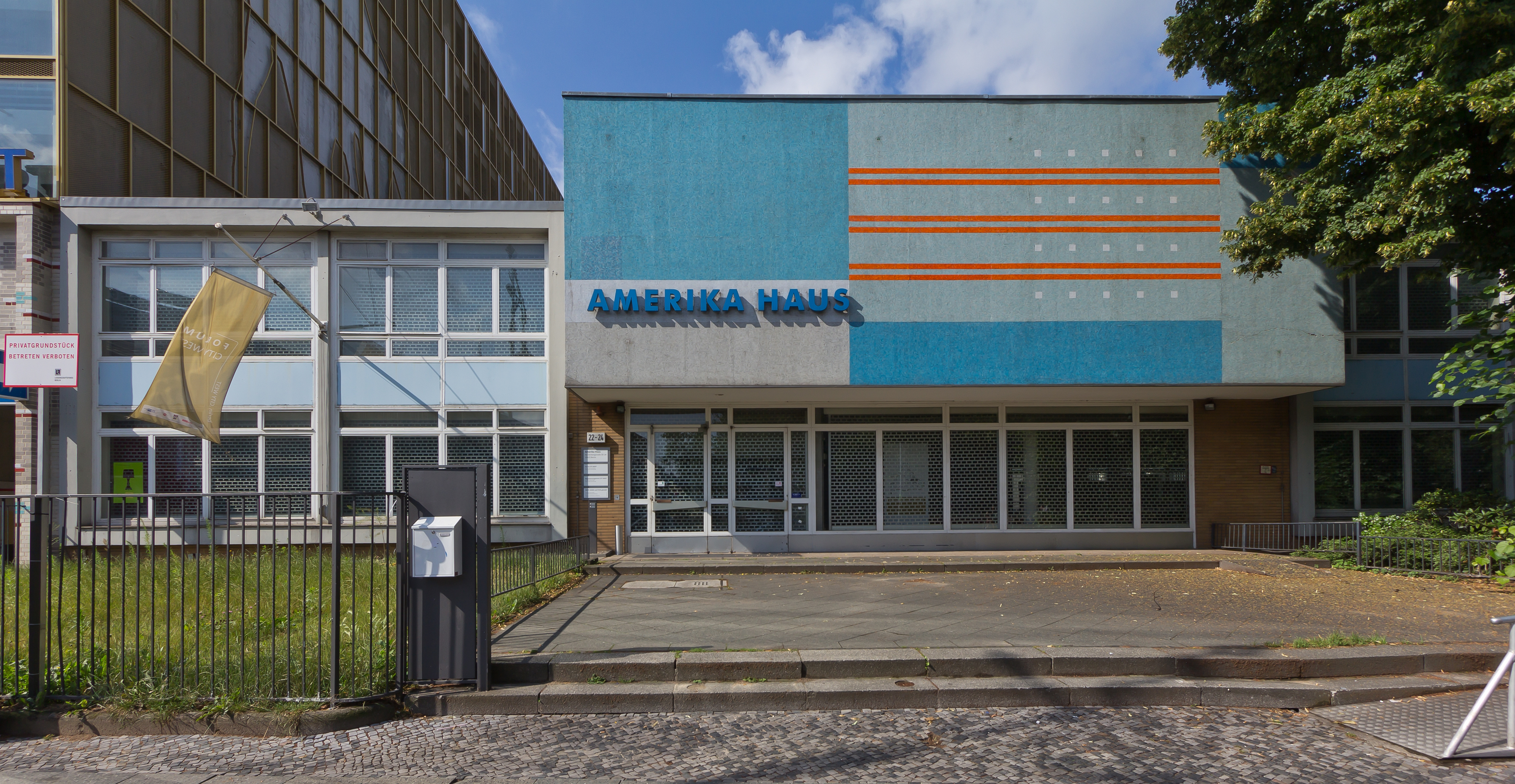
Америка Хаус Берлін

З 1946 по 2006 рік Amerika Haus Berlin, розташований поблизу станції Zoo та Курфюрстендамм, надавав громадянам Німеччини можливість дізнатися про американську культуру та політику та брати участь у дискусії про трансатлантичні відносини . Протягом багатьох років воно було дещо автономним підрозділом колишнього Інформаційного агентства США (USIA), пізніше було передано під егіду голови Місії США в Берліні та втратило свою незалежність, коли наприкінці 1990-х років USIA було поглинено Державним департаментом. У 2006 році Amerika Haus закрили, а будівлю повернули місту Берліну.

## Колишні посли та значний персонал посольства
Для історичної Західної Німеччини та Об'єднаної Німеччини див .
- Посол США в Німеччині

Для Східної Німеччини див .
- Посол Сполучених Штатів у Східній Німеччині

Значний персонал :
- Олександр С. Кірк
- Ліланд Б. Морріс
- Джордж Ф. Кеннан
- Едвін Аллан Лайтнер (голова місії США в Берліні, 1959–1963)
- Гаррі Дж. Гілмор (останній керівник місії США в Берліні, став першим головним співробітником офісу посольства в Берліні в жовтні 1990 року)
- Річард М. Майлз (головний співробітник офісу посольства, Берлін, 1991–1992)

## Суперечки

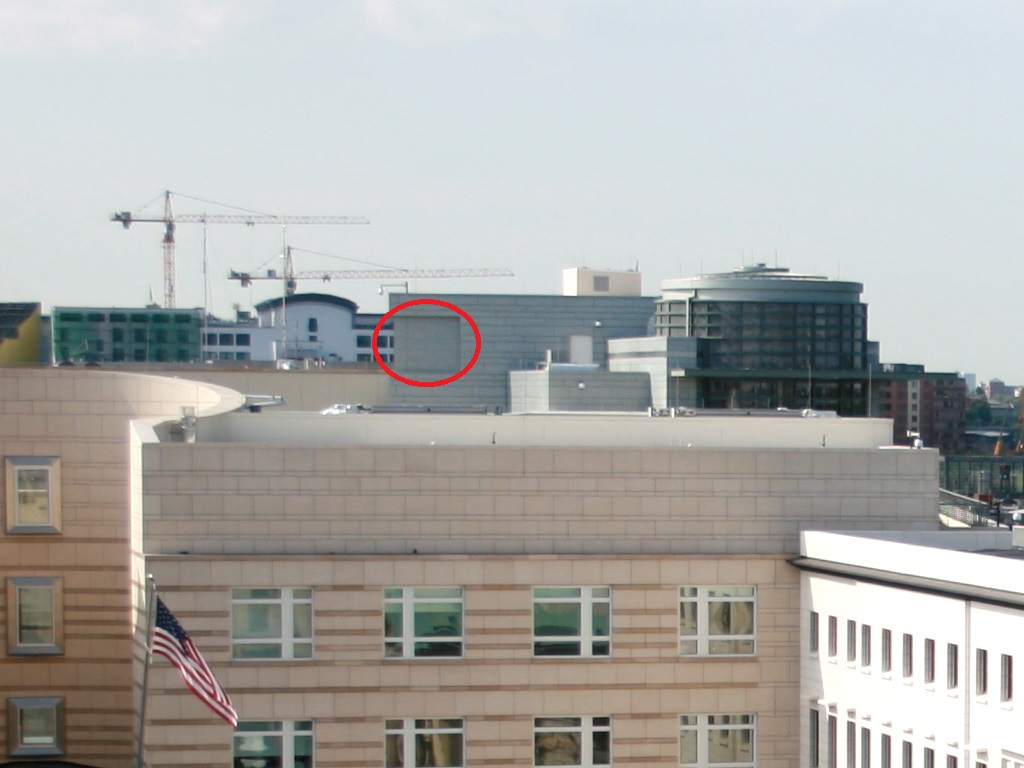
Шпоновані кімнати на поверсі пентхауса берлінського посольства

У контексті масового стеження 2013 року стало очевидно, що верхній поверх берлінського посольства використовувався для прослуховування мобільних телефонних дзвінків у всьому урядовому районі Берліна, включно з мобільним телефоном канцлера Ангели Меркель . І британський журналіст-розслідувач Дункан Кемпбелл, і експерт АНБ Джеймс Бредфорд визнали спеціальне екранування з діелектричного матеріалу, який використовується для облицювання верхніх поверхів інших посольств США в світі, які звинувачуються в розміщенні операцій всесвітньої програми Special Collection Service .   Претензії підтверджуються термографічними фотографіями, опублікованими німецькою телемережею ARD, які показують інтенсивне випромінювання інфрачервоного випромінювання в підозрюваних кімнатах верхнього поверху. 

## Дивіться також
- Посольство Німеччини, Вашингтон, округ Колумбія

## Зовнішні посилання
- Офіційний сайт

Шаблон:US diplomatic missionsШаблон:Diplomatic missions in Germany